# Idioma gününa këna

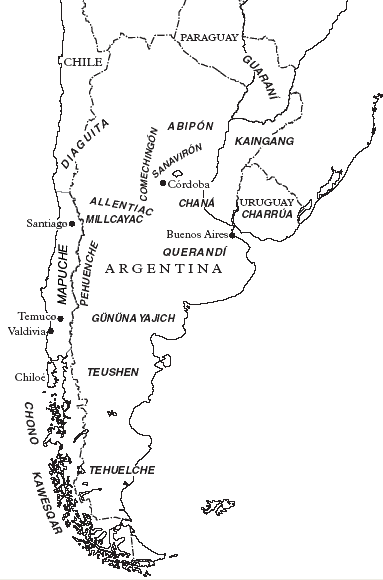
Principales lenguas indígenas de la Patagonia alrededor del año 1550

El idioma de los gününa-küne (a veces llamado puelche) (autoglotónimo: gününa yajïč pronunciado [gɨnɨn a jaxətʃ]/ o gününa iajëch) fue hablado por los gününa-küne (a veces llamados puelches), un pueblo nómada de la actual Patagonia argentina y los valles cordilleranos del sur de Chile.
Desde un punto de vista filogenético, no se ha podido establecer un parentesco completamente claro con ninguna otra familia, por lo que frecuentemente se considera como una lengua aislada, aunque se conjetura que podría estar relacionada con las lenguas chon habladas por grupos vecinos, como los tehuelches o patagones.

## Historia
Los gününa-këna (gennaken, puelche, pampa, chewelche, tehuelhet, gününa küne, chulila küne) ocuparon especialmente las márgenes de los grandes ríos del norte patagónico, y se extendieron por los territorios al norte del Chubut hasta la provincia de Río Negro, incursionando continuamente lo que actualmente es el sur y centro del interior de la  Provincia de Buenos Aires y por el sudeste de la Provincia de La Pampa.
Próximos a su extinción como grupo étnico, vivían en comunidades aisladas y dispersas, principalmente en la cuenca media y superior del río Negro y en la del Limay. El límite sur lo constituiría el río Senguerr, sólo ocasionalmente alcanzado por los gününa-këna. Hacia el este, nunca llegaron al mar.
El área geográfica propia de los gününa-këna se fue reduciendo constantemente, después de la época de las misiones jesuíticas en que fueron abandonando las zonas situadas al norte de la cuenca del río Negro.
Los últimos hablantes desaparecieron hacia 1960. Algunos de sus descendientes viven dedicados a la cría de cabras en el centro-norte de la provincia del Chubut. En la década de 1950 Rodolfo Casamiquela recogió un vocabulario, junto a canciones y oraciones en esta lengua, obtenido de algunos ancianos puelches, que es una de las bases del conocimiento actual del idioma, junto a diversos vocabularios breves recogidos por viajeros europeos en los siglos XVIII y XIX y al vocabulario recogido por el investigador Roberto Lehmann-Nitsche a principios del siglo XX.
El mapudungun que se habla en la meseta de Somuncurá (Río Negro y Chubut) tiene sustrato puelche, pues sus hablantes descienden de gününa-këna mapuchizados. Este sustrato se hace evidente en la pronunciación de algunas consonantes y en unos pocos elementos léxicos.

## Parentesco
Aunque se ha dicho que el porcentaje de léxico entre el moderno puelche y el tehuelche no excede el 11 % existen evidencias gramaticales y léxicas para sostener que el puelche es el único representante de una rama septentrional asociada al resto de lenguas chon. Casamiquela la asocia a los idiomas tehuelches, pero otros autores (como Suárez) lo niegan. Viegas Barros aportó algunas evidencias en favor del parentesco, pero la evidencia no es concluyente.
Además de con los grupos chon, se han propuesto relaciones con las lenguas de los supuesto hets ("pampas antiguos"). Por ejemplo, de las lenguas de los querandíes (que tal vez eran los taluhets de Thomas Falkner) se conocen sólo dos oraciones y unas pocas palabras registradas por marineros franceses alrededor de 1555. Sobre la base de esos escasos datos Viegas Barros (1992) demostró que la lengua de los querandíes estaba cercanamente emparentada con la de los gününa-këna, ya que pudo traducir ambas frases de forma casi completa utilizando el lenguaje tehuelche. Sin embargo persisten corrientes de opinión que siguen las opiniones escritas por investigadores anteriores, quienes afirmaban que poco se podía saber - y eran sinceros desde su punto de vista. Los propios gününa-këna son los "tehuelhet" de Falkner.

## Fonología

### Vocales
El puelche posee siete vocales:
|         | Anterior | Central | Posterior |
| ------- | -------- | ------- | --------- |
| Cerrada | i        | i       | u         |
| Media   | e        | ə       | o         |
| Abierta |          | a       |           |

En la ortografía usada normalmente para la lengua /i/ se escribe <ü>, mientras que /ə/ se escribe <ë>.

### Consonantes
El inventario de consonantes es el siguiente:
|                         |              | Labial | Dental | Alveolar | Retrofleja | Palatal | Velar | Uvular | Glotal |
| ----------------------- | ------------ | ------ | ------ | -------- | ---------- | ------- | ----- | ------ | ------ |
| Nasal                   | Nasal        | m      | n      |          |            |         |       |        |        |
| Obstruyente no continua | sorda simple | p      | t      | ts       | ʈʂ         | t͡ʃ      | k     | q      | ʔ      |
| Obstruyente no continua | glotalizada  | pʼ     | tʼ     | tsʼ      | ʈʂʼ        | t͡ʃʼ     | kʼ    | qʼ     |        |
| Obstruyente no continua | sorda simple | b      | d      |          |            |         | g     |        |        |
| Fricativa               | Fricativa    |        | s      | ʂʼ, ɬ    |            | ʃ       | x     |        |        |
| Sonante                 | semivocal    |        |        |          |            | j       | w     |        |        |
| Sonante                 | Lateral      |        |        | l        |            | ʎ       |       |        |        |
| Sonante                 | Vibrante     |        | r      |          |            |         |       |        |        |

Los fonemas /ts/ y /t͡ʃ/, junto con /tsʼ/ y /t͡ʃʼ/, son fonéticamente africadas, pero fonológicamente tienen un comportamiento y distribución equiparable a las oclusivas, por ser obstruyentes no continuantes.